# Thunderking
Een Thunderking is een soort vuurwerk en komt oorspronkelijk, net als het meeste vuurwerk, uit China. Dit soort vuurwerk valt niet onder feestvuurwerk en mag dus alleen op bepaalde dagen worden aangeschaft en afgestoken. Ze waren vanaf 2003/2004 legaal verkrijgbaar in Nederland, maar sind 2020 is de wetgeving omtrent knalvuurwerk verscherpt. Thunderkings zijn, met rotjes en ander knalvuurwerk, nu verboden in Nederland. 

## Effect
Een Thunderking heeft vrijwel altijd een cilindervorm en bevat één enkele bombette. Het vuurwerk moet op de grond worden geplaatst, zodanig zodat het niet om kan vallen en men moet voldoende afstand bewaren wanneer de lont is aangestoken. Vervolgens zal er na een kleine vertraging van ongeveer 4 à 5 seconden de kleine bombette uitschieten die in de lucht tot ontploffing komt, soms gecombineerd met een palm kleureneffect. In de vuurwerkwereld worden deze kleureffecten ook wel "peony's" genoemd in het Engels.

## Naamgeving
Deze mortier verschijnt onder verschillende namen op de vuurwerkmarkt. Iedere vuurwerkfabrikant heeft een andere naam voor deze mortier. Zo zijn onder andere Asian Thunder en King of Thunder andere benamingen voor dit vuurwerk.

## Gebruiksaanwijzing
Een willekeurige Asian Thunder bevat de volgende gebruiksaanwijzing die de consument dient op te volgen:
"Buiten Gebruiken. Niet in de hand houden. Stevig op de grond plaatsen, aansteken en een afstand van minimaal 10 meter bewaren. Uitsluitend voor particulier gebruik."